# Janet Penn
Janet Penn (...) è una sciatrice statunitense paralimpica, specializzata in sci alpino e sci nordico, che ha rappresentato gli Stati uniti d'America alle Paralimpiadi invernali del 1980, 1984 e 1988, vincendo tre medaglie nello sci alpino: una medaglia d'oro e due medaglie di bronzo.

## Carriera

### Sci alpino
Alle Paralimpiadi di Geilo 1980, Penn ha vinto il bronzo nello sci alpino, la gara di slalom gigante 2A; il tempo di 2:46.91 l'ha posizionata terza, dietro alle canadesi Lana Spreeman con 2:39.60 e Lorna Manzer in 2:46.88.
Quattro anni più tardi, a Innsbruck 1984, con un tempo di 1:30.00, Penn è salita sul podio dello sci alpino al 1º posto nello slalom speciale LW4 (argento per Reinhild Möller in 1:43.55 e bronzo per Elisabeth Zerobin in 1:43.99). Nella stessa competizione, nella gara di slalom gigante LW4, Penn è risultata terza con 1:45.85, dietro alla tedesca Reinhild Möller con 1:36.24 e alla canadese Lana Spreeman in 1:39.18.

### Sci nordico
Ha inoltre gareggiato nello sci nordico paralimpico alle Paralimpiadi invernali di Innsbruck 1988, senza centrare il podio. Si è classificata al 4° nella gara di corta distanza 5 km LW3/4/9 (dietro alla canadese Francine Lemire, alla tedesca Anneliese Tenzler e alla svizzera Monika Waelti) e rispettivamente 5º posto su lunga distanza 10 km LW3/4/9 (davanti a lei Francine Lemire, Anneliese Tenzler, Monika Waelti e l'austriaca Gisela Danzl)

## Palmarès

### Paralimpiadi
Sci alpino
- 3 medaglie:
  - 1 oro (slalom speciale LW4 a Innsbruck 1984)
  - 2 bronzi (slalom gigante LW4 a Geilo 1980; slalom gigante LW4 a Innsbruck 1984)

Sci nordico
- Posizionamento:
  - 4º posto (5 km LW3/4/9 a Innsbruck 1988)
  - 5º posto (10 km LW3/4/9 a Innsbruck 1988)